# Robert Golob
Robert Golob (San Pietro, 23 gennaio 1967) è un imprenditore e politico sloveno, Primo Ministro della Slovenia dal 1º giugno 2022.

## Biografia
Ha conseguito il dottorato di ricerca in ingegneria elettrica presso l'Università di Lubiana nel 1994, ed è stato borsista Fulbright post-doc presso il Georgia Institute of Technology di Atlanta, Stati Uniti. Tra maggio 1999 e giugno 2000 è stato Segretario di Stato presso il Ministero dell'Economia della Repubblica di Slovenia. Nel 2004 ha co-fondato una società di commercio di energia GEN-I, di cui è rimasto presidente fino al 2021.
Nel 2002 è stato eletto al Consiglio Comunale di Nova Gorica, carica che ha ricoperto da allora.
Golob è stato membro fino al 2013 del partito Slovenia Positiva, fondato dal sindaco di Lubiana Zoran Janković. È poi passato al partito SAB di Alenka Bratušek, premier slovena dal 2013 al 2014, di cui è stato uno dei vicepresidenti.
Dopo essere stato rimosso dalla carica di presidente della GEN-I, Golob ha deciso di assumere un ruolo attivo in politica. Nel gennaio 2022 si è candidato alla presidenza del partito verde Z.Dej, che ancora non era in parlamento, e una volta eletto presidente lo ha ribattezzato Movimento Libertà (Gibanje Svoboda, GS). Con tale partito ha partecipato alle elezioni parlamentari slovene del 2022 ed è risultato il partito di maggioranza relativa. 

### Primo ministro (2022–presente)
Il 24 aprile 2022, alle elezioni parlamentari slovene del 2022, il Movimento Libertà ha ottenuto 41 seggi su 90 nell'Assemblea nazionale.
Ha formato il governo alleandosi con i Socialdemocratici, un altro partito di centro-sinistra, e con La Sinistra, ottenendo così la maggioranza parlamentare. Il 25 maggio 2022, Golob è stato nominato Primo ministro della Slovenia dall'Assemblea nazionale. Il 1º giugno 2022 entra effettivamente in carica, succedendo a Janez Janša.
Ha criticato le operazioni militari di Israele nella Striscia di Gaza. Nel 2023, a seguito della guerra condotta da Israele contro Hamas nella Striscia di Gaza, il suo governo ha sospeso le licenze per l'esportazione di armi verso Israele e, nel giugno 2024, ha promosso il riconoscimento dello Stato di Palestina. In considerazione dell'uso sistematico della violenza da parte delle forze israeliane anche contro la popolazione civile, ormai ampiamente considerata come genocidio, nel luglio 2025 ha vietato l'ingresso in Slovenia ai ministri israeliani di estrema destra Itamar Ben-Gvir e Bezalel Smotrich. Nel mese successivo, il governo ha imposto un embargo totale sulla vendita di armi a Israele, diventando così il primo e unico Stato membro dell’Unione europea ad adottare tale misura.